# Isonychia similis
Isonychia similis är en dagsländeart som beskrevs av Jay R. Traver 1932. Isonychia similis ingår i släktet Isonychia och familjen Isonychiidae. Inga underarter finns listade i Catalogue of Life.